# Opéra (metropolitana di Parigi)
Opéra è una stazione delle linee 3, 7 e 8 della metropolitana di Parigi.

## La stazione
Essa prende il nome dall'Opéra Garnier, il Teatro dell'Opera di Parigi costruito su progetto dell'architetto Charles Garnier.
Si trova all'inizio dell'avenue de l'Opéra. Uno degli accessi si trova di fronte al teatro e serve tutta la zona del Boulevard Haussmann. La stazione è comunicante, a mezzo di un sottopassaggio, con il Réseau express régional Auber e interconnessa con la stazione Havre-Caumartin.
Le tre linee che si incrociano in questa stazione sono situate una sull'altra nello stesso sito denominato «puits».
Nel 2011 12.389.715 di viaggiatori sono entrati in questa stazione.

## Accessi
- Place de l'Opéra (due)
- 6, rue Scribe
- 43, avenue de l'Opéra (uscita)

## Interconnessioni
- Bus RATP - 20, 21, 22, 27, 29, 42, 52, 53, 66, 68, 81, 95, Roissybus
- Noctilien - N15, N16

## Galleria d'immagini

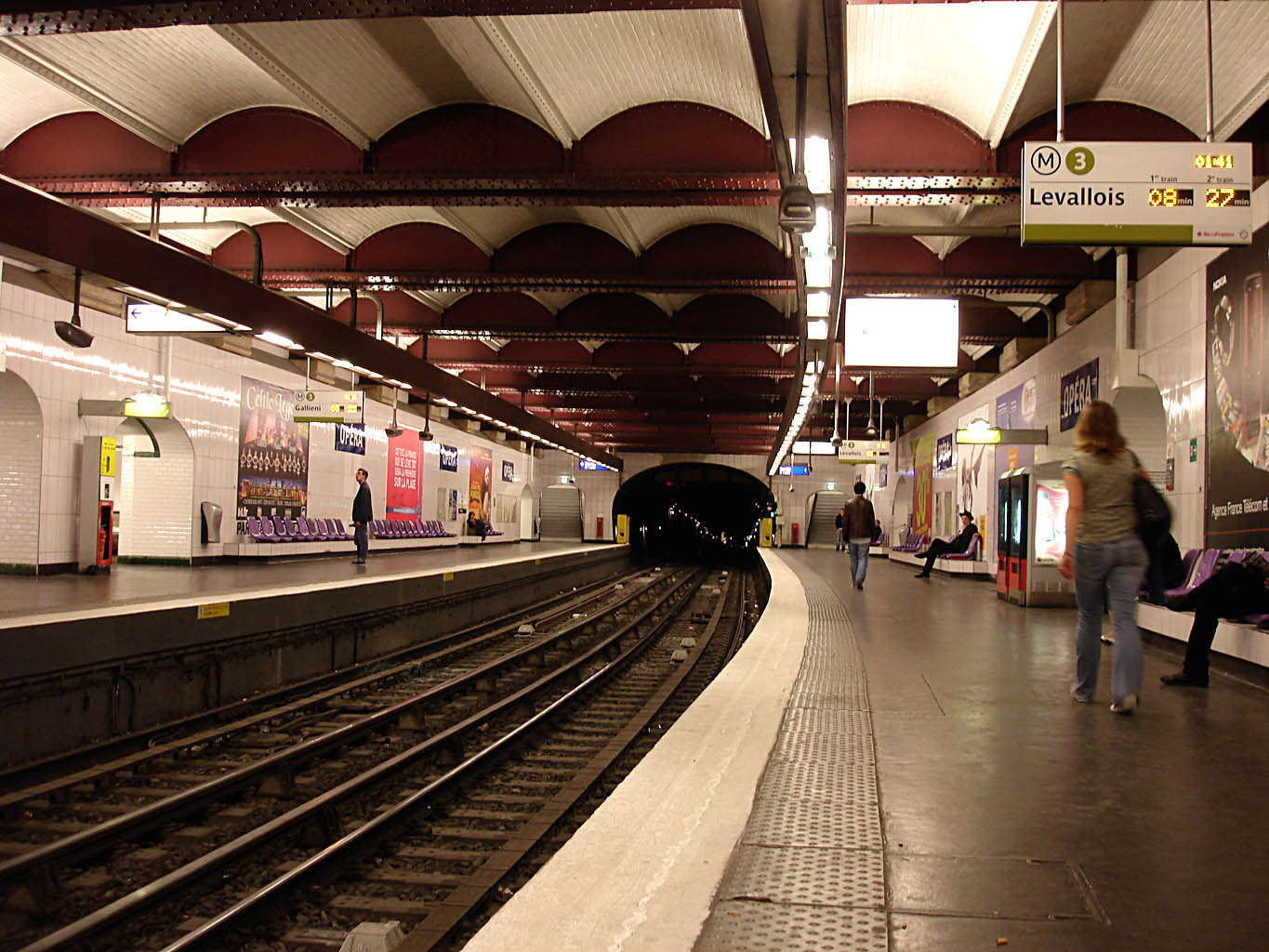
Banchina della linea 3
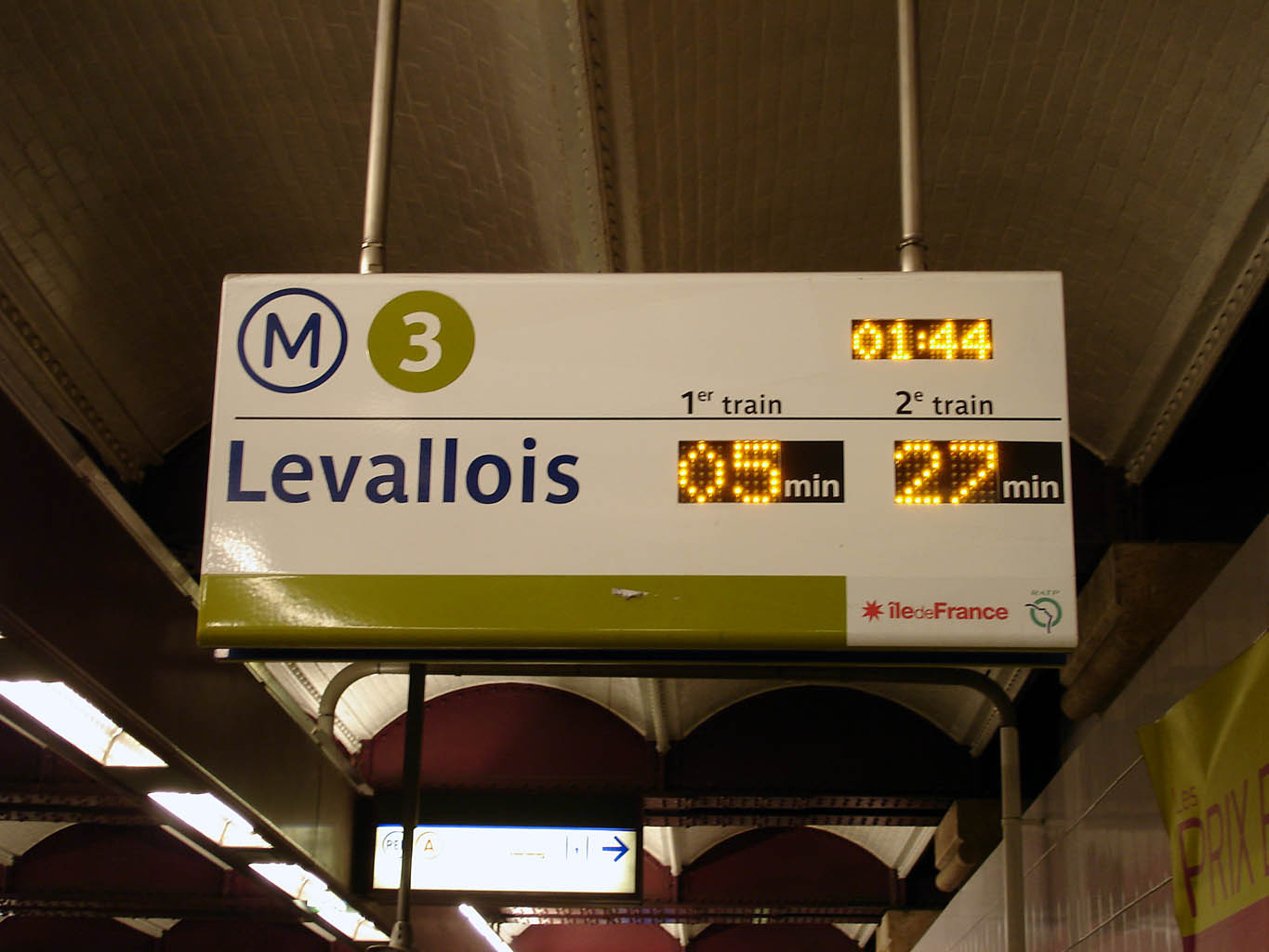
Segnalazioni della linea 3
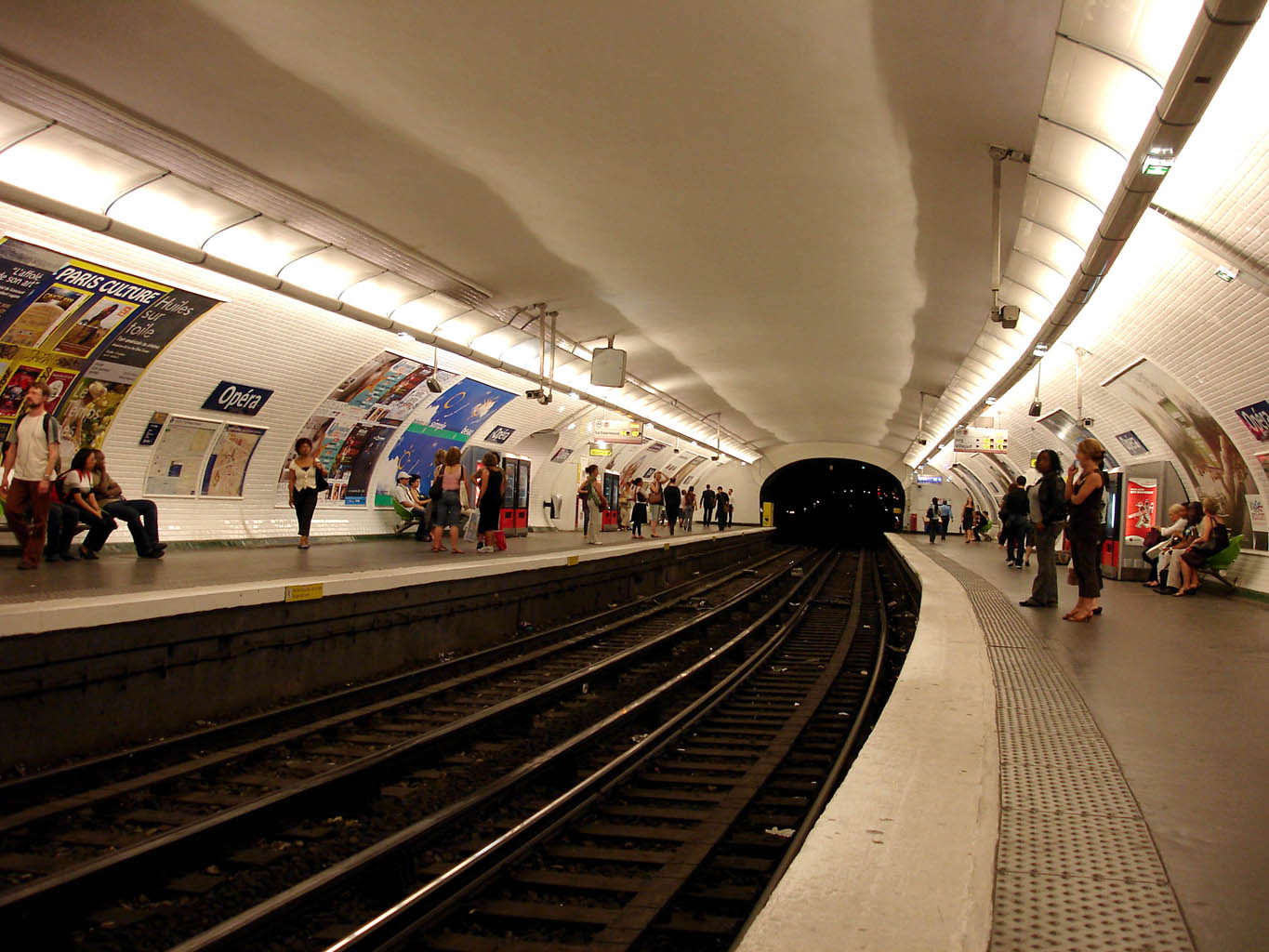
Banchina della linea 7
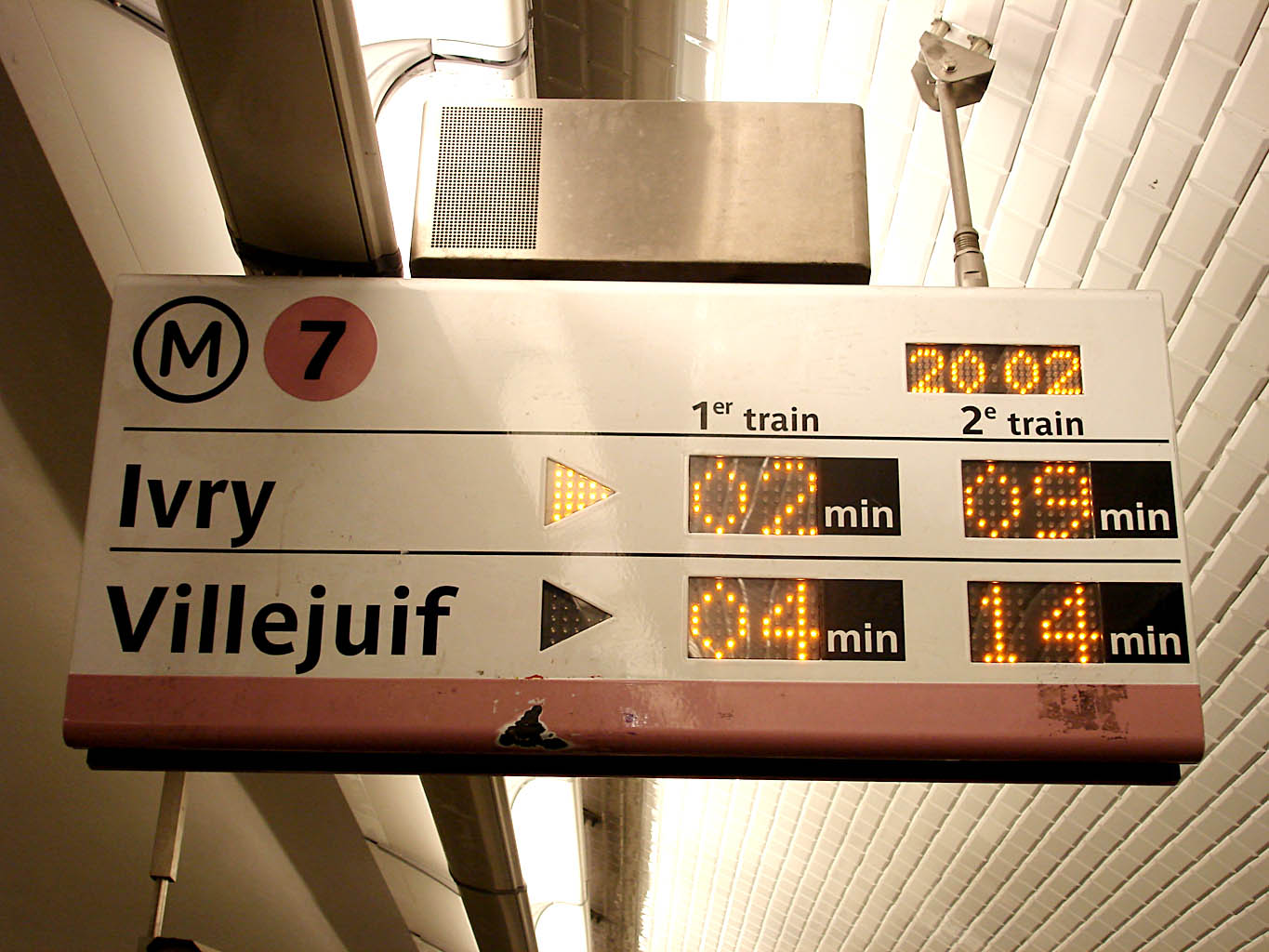
Segnalazioni della linea 7
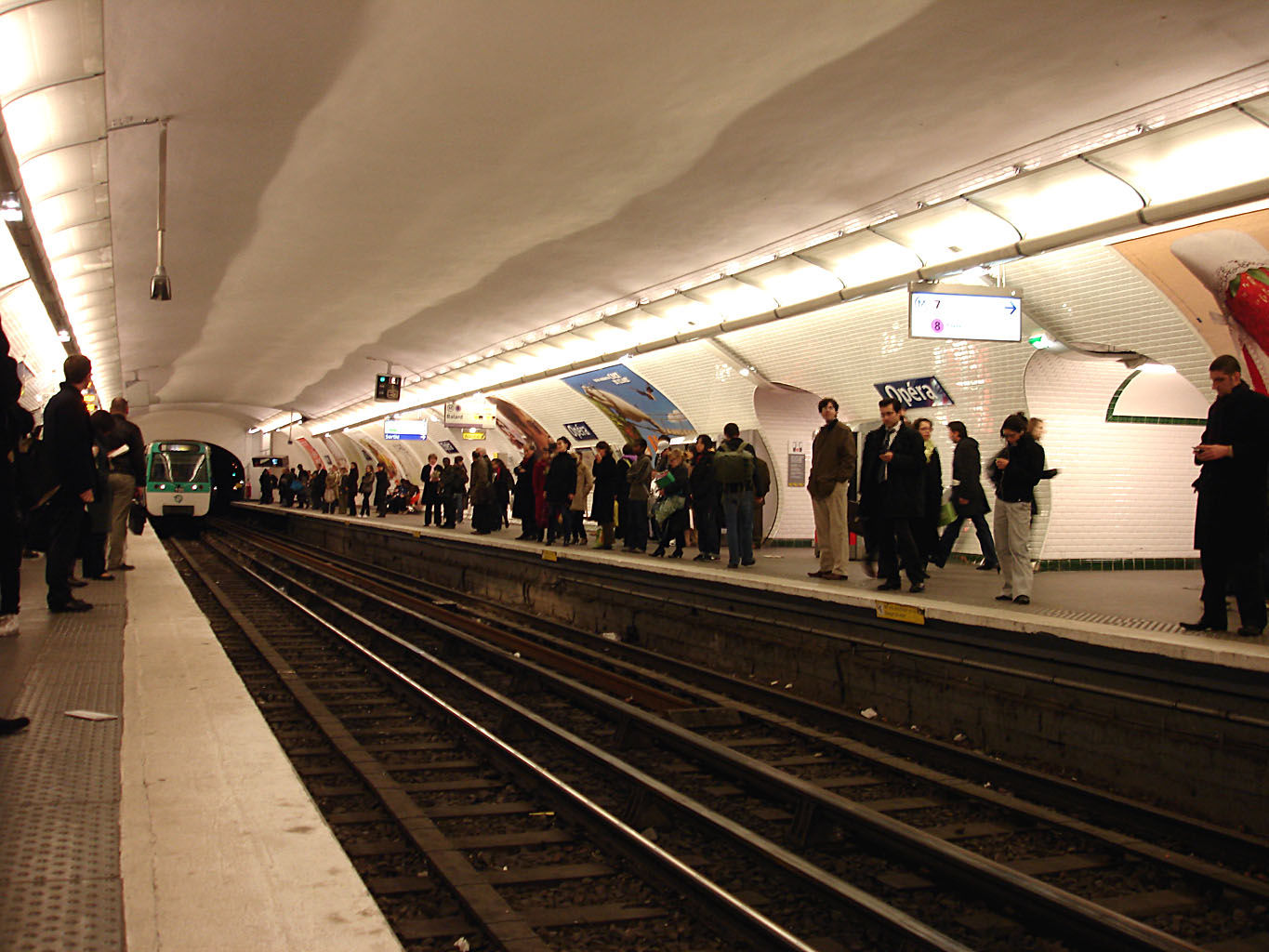
Banchina